# Mimela ignicollis
Mimela ignicollis är en skalbaggsart som beskrevs av Blanchard 1851. Mimela ignicollis ingår i släktet Mimela och familjen Rutelidae. Inga underarter finns listade i Catalogue of Life.